# アルカサル (ヘレス・デ・ラ・フロンテーラ)
アルカサル（スペイン語: Alcazar）は、スペイン・アンダルシア州カディス県ヘレス・デ・ラ・フロンテーラにある、かつてのムーア人の要塞で、現在は公園となっている。1931年にスペイン文化遺産となった。
最初の要塞が建築されたのは、ヘレスが小王国アルコスのタイファの一部であった、11世紀のことであると考えられている。12世紀にはスペイン南部を統治したムワッヒド朝によって、住居にも要塞にも使われた新たな構造物が建造された。後の時代のアンダルシアのレコンキスタ後には、最初のキリスト教徒市長の拠点となった。
アルカサルには以下のような構造物が含まれる:
- 4,000 mの周辺堡塁と酷く歪な四角形の壁
- ムワヒッド様式の六角塔
- 14世紀のポンセ・デ・レオンの本館と塔
- 市に18しか現存しないモスクの一つ。キリスト教徒による1261年の征服後、ヌーニョ・ゴンサレス・デ・ララ（英語版）の支配下に置かれた。後に、アルフォンソ10世により、原無罪の聖母マリアを奉納する教会に転用された。今も現存するミナレットは鐘塔となっている。禊部屋の前にある礼拝堂は、メッカの方向を含むミフラーブと頂上に円窓を持つリブボールト（英語版）を持つことを特徴とする。
- 宮殿のブランカ夫人の中庭。12世紀に遡る庭で元々は娯楽用のパビリオンであった。
- 浴場と装飾のないエントランスエリア。冷たい浴場からぬる湯の浴場へと続き、ぬる湯の浴場がこの建物群の中で最大を誇る。最後の部屋の湯は熱く、この加熱システムは現在でもある程度見ることができる。

## ギャラリー

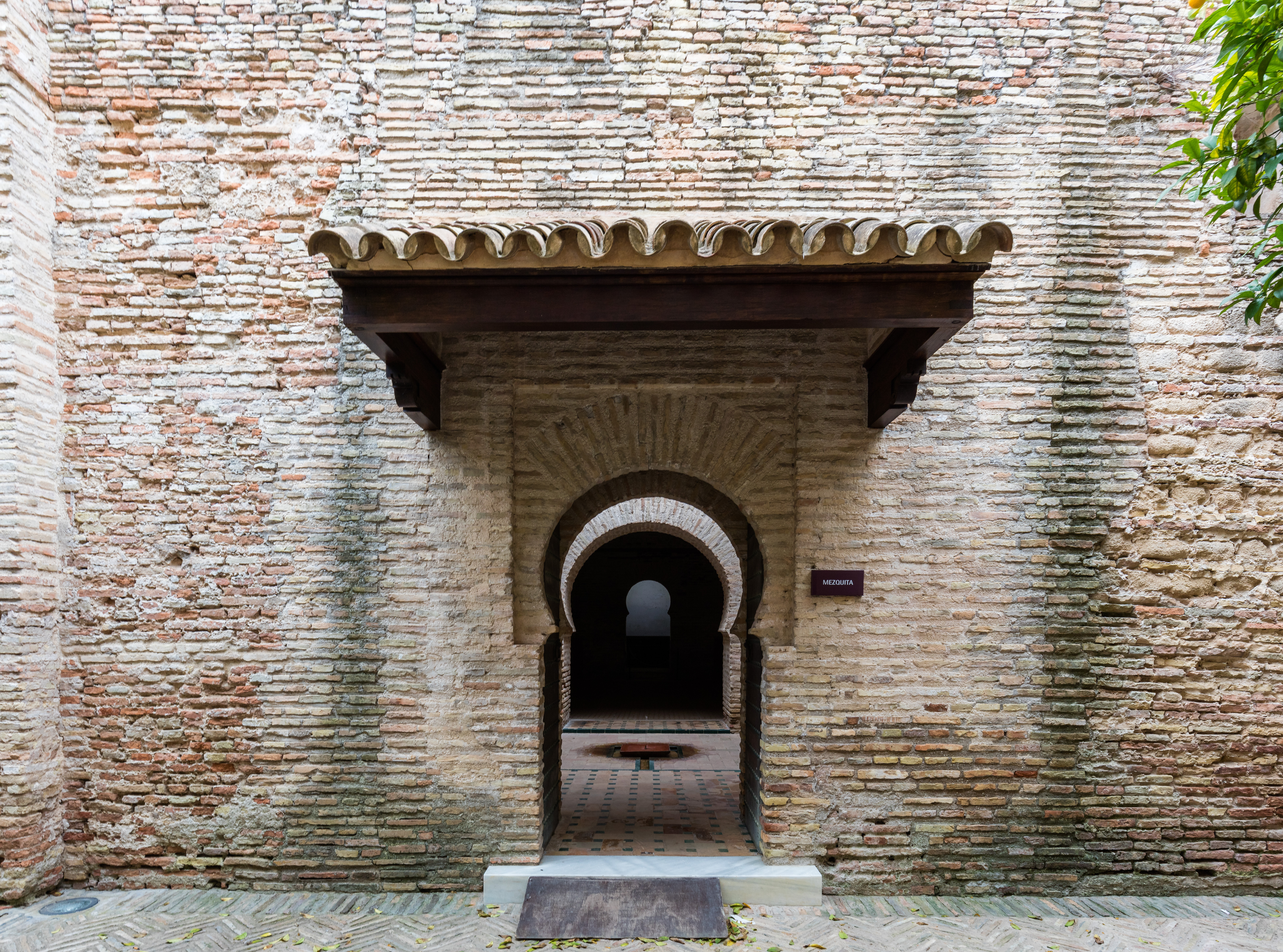
モスク
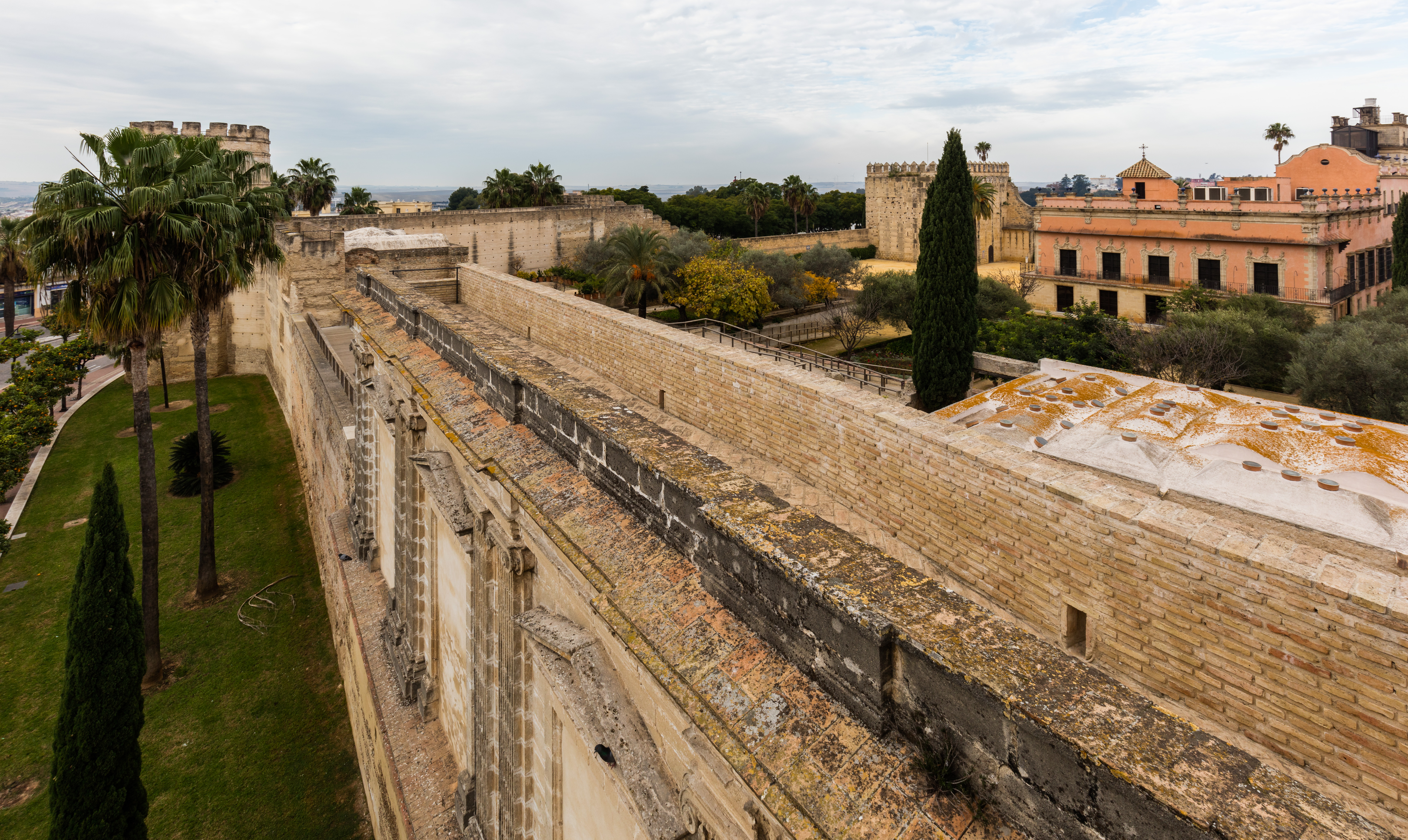
壁の上空写真
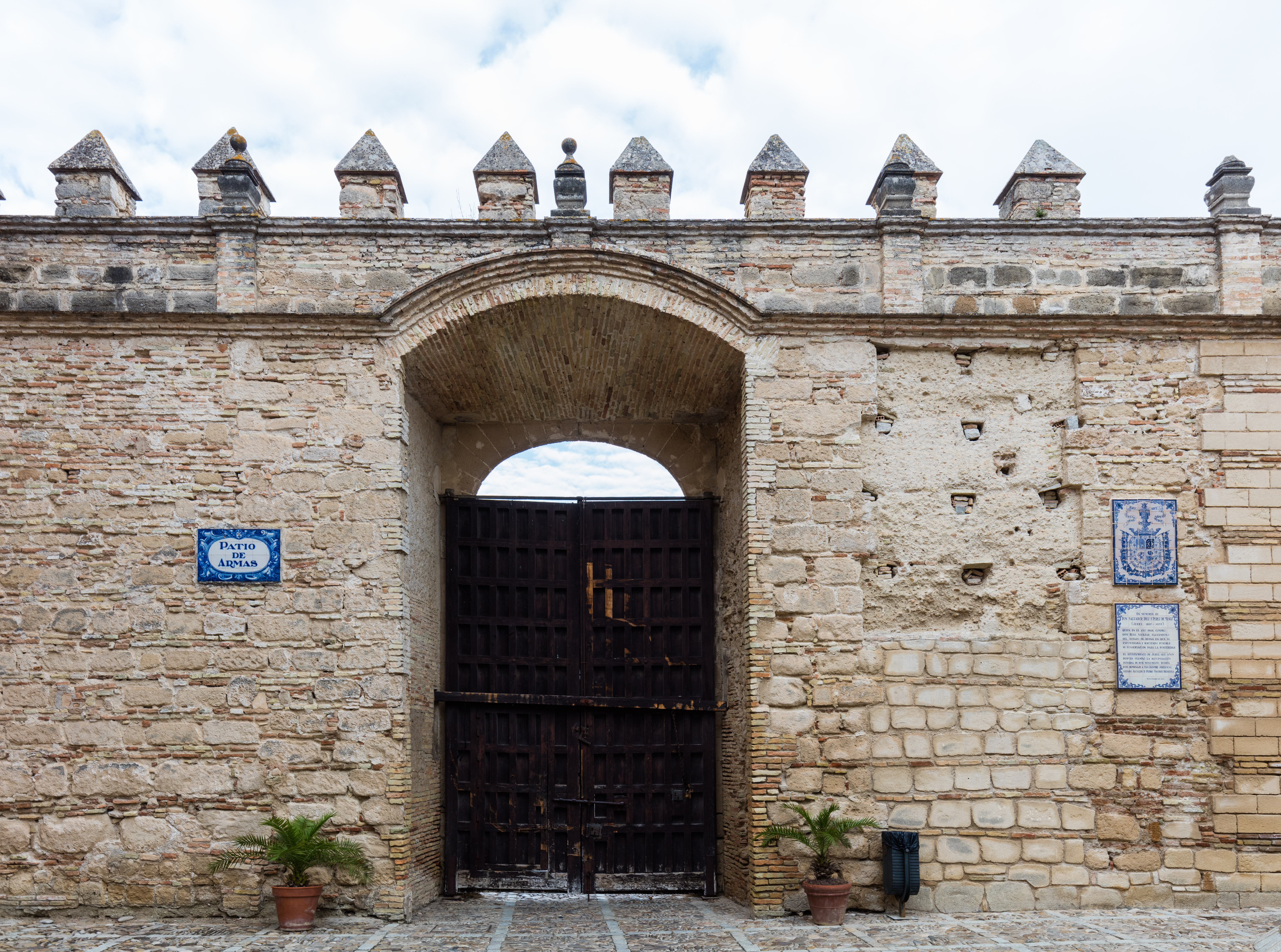
内側から見た壁
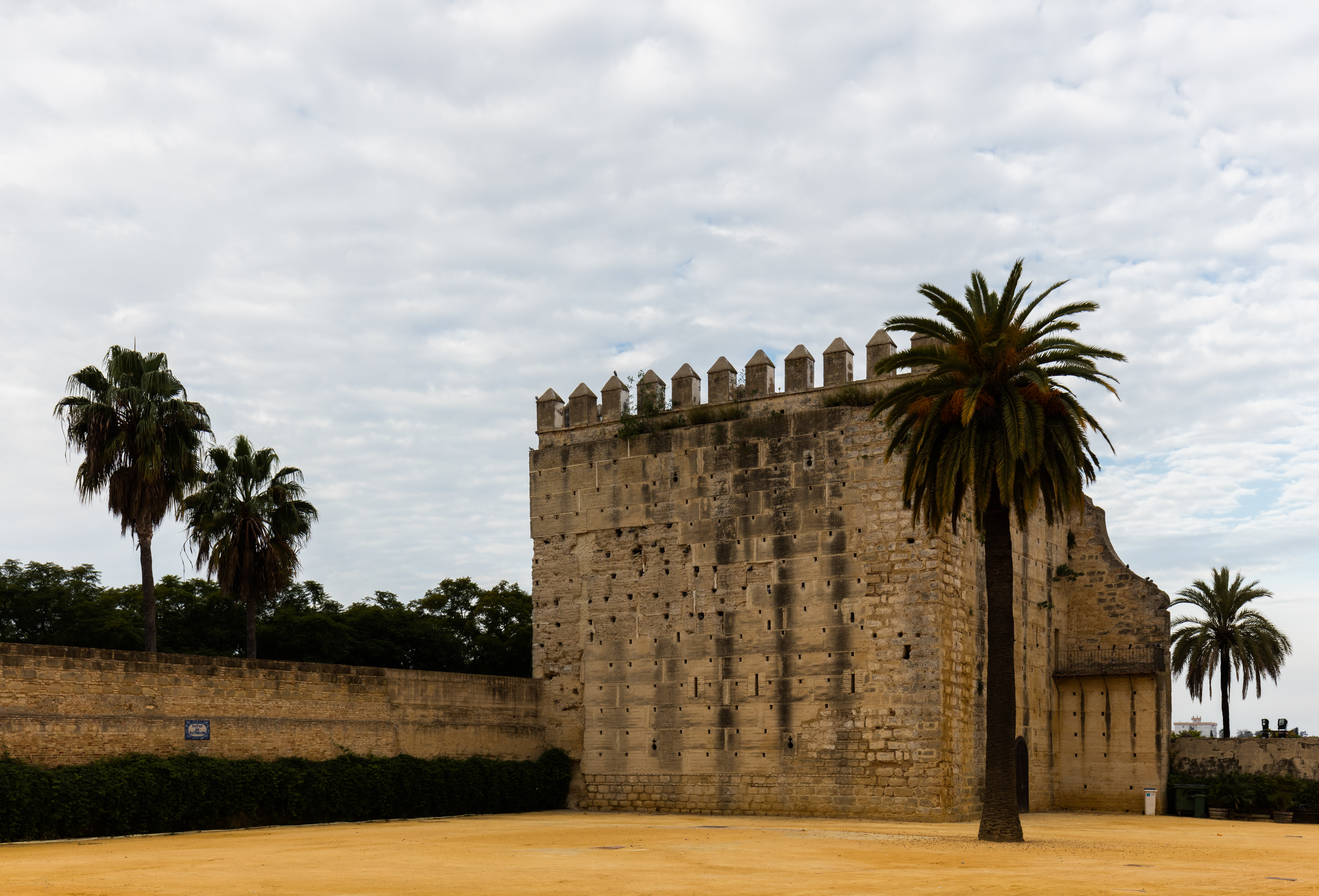
塔
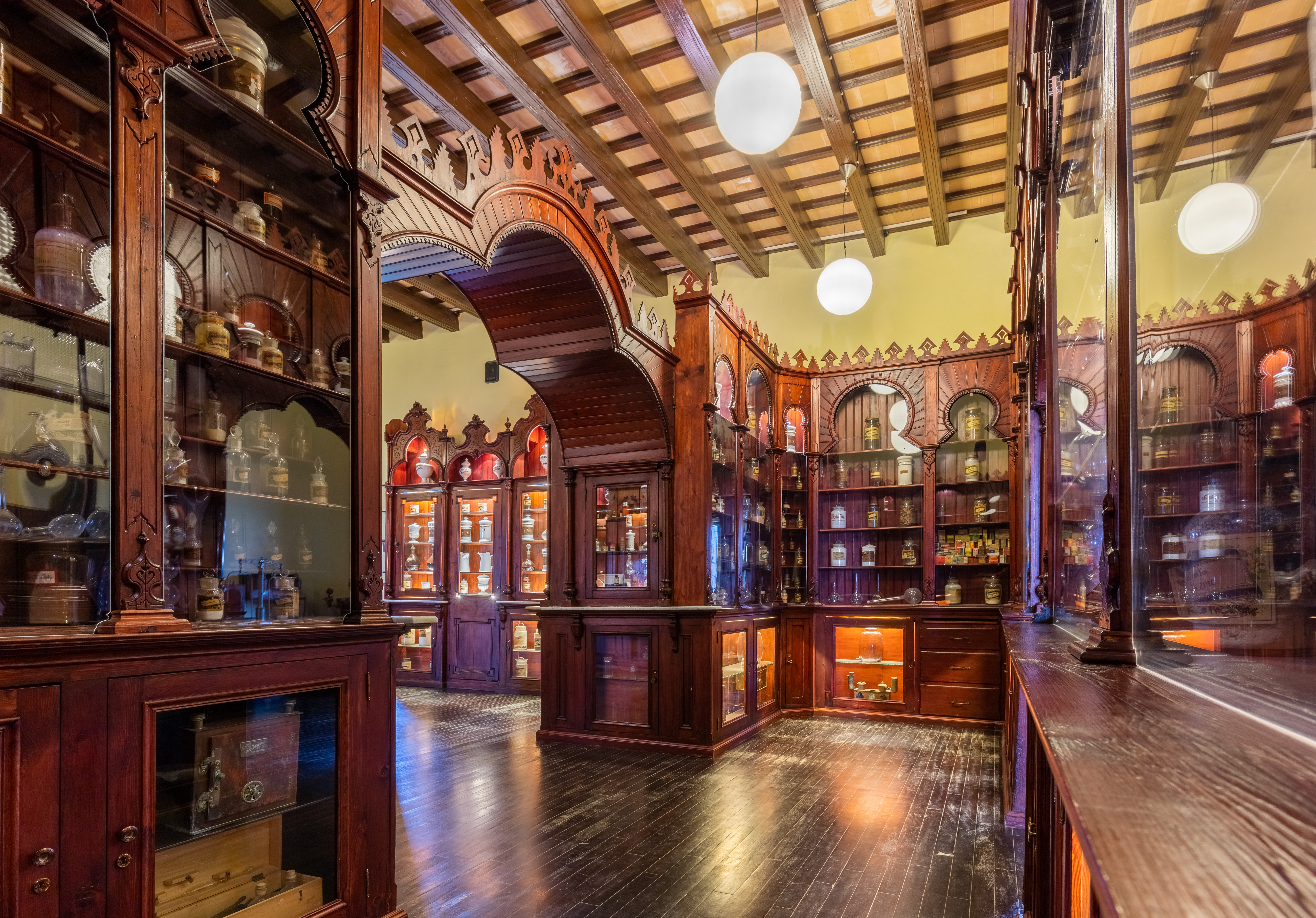
ビリャビセンシオ宮殿にあるかつての市立薬局
アラブ様式の浴場のインテリア
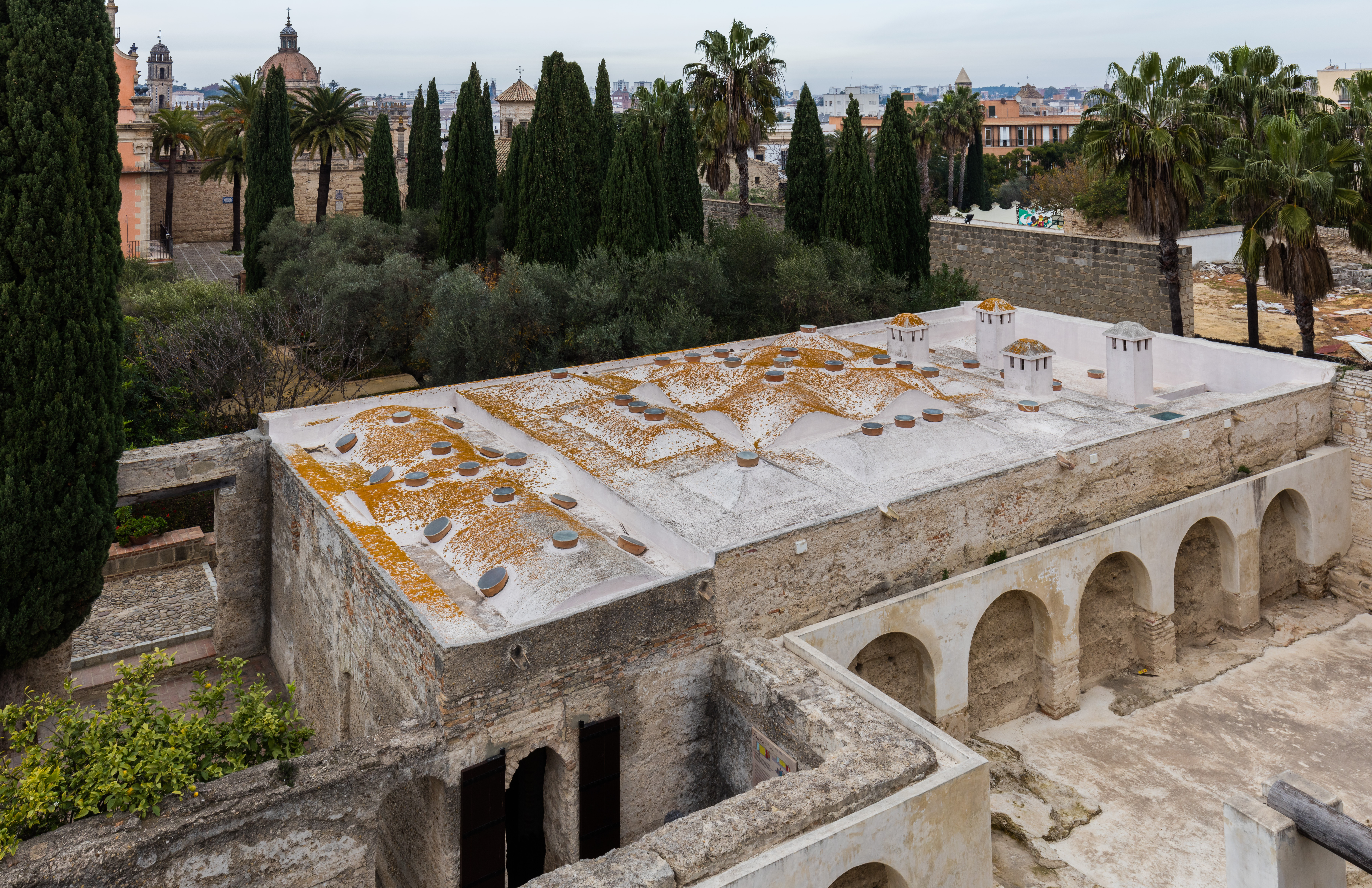
浴場の外観